# ليونيل راي
ليونيل راي (بالفرنسية: Lionel Ray)‏ هو كاتب مقالات وشاعر فرنسي، ولد في 19 يناير 1935 في الإيفلين في فرنسا.